# Глеваська волость
Глеваська волость — адміністративно-територіальна одиниця Київського повіту Київської губернії.
Станом на 1900 рік складалася з 18 поселень, серед них 14 сіл та 4 хутори. Населення — 13386 осіб (6785 чоловічої статі та 6601 — жіночої).
|                     | Площа, десятин | У тому числі орної, десятин |
| ------------------- | -------------- | --------------------------- |
| Сільських громад    | 15184          |                             |
| Приватної власності | 605            |                             |
| Казенної власності  | —              | —                           |
| Іншої власності     | 496            |                             |
| Загалом             | 15680          | 12504                       |

Основні поселення волості:
- Глеваха — за 25 верст від повітового міста, 2345 осіб, 495 дворів, православна церква, каплиця, поштова земська станція, 1-класна народна міністерська школа, винна лавка, 2 водяних млини, 9 вітряків, кузня.
- Боярка — за 18 верст від повітового міста, 1490 осіб, 273 двори, православна церква, церковно-парафіяльна школа, винна лавка, 3 вітряки, 2 кузні.
- Будаївка — за 22 версти від повітового міста, 1301 особа, 387 дворів, православна церква, двокласна парафіяльна школа, лікарня, аптека, винна лавка, кузня, слюсарна майстерня, 8 вітряків.
- Кожухівка — за 30 верст від повітового міста, 1425 осіб, 272 двори, православна церква, каплиця, церковно-парафіяльна школа, винна лавка, 7 вітряків.
- Крушинка — за 25 верст від повітового міста, 933 особи, 189 дворів, православна церква, церковно-парафіяльна школа, 12 вітряк, 1 кузня.